# Pointe de Gragliasca
La pointe de Gragliasca (Punta della Gragliasca en italien) est une montage des Alpes pennines culminant à 2 397 ou 2 412 mètres d'altitude. Elle se trouve entre la vallée Cervo dans la province de Biella et la vallée du Lys en Vallée d'Aoste, entre la commune de Fontainemore et une île administrative montagneuse sur la commune de Sagliano Micca.

## Géographie
La pointe de Gragliasca est un sommet recouvert de roches et d'herbe appartenant au chaînon de la pointe Tre Vescovi qui se dirige vers le sud, divisant le Biellois au niveau de la vallée du Lys. Le sommet est séparé de la pointe Gran Gabe par le col de Gragliasca, tandis qu'un autre sommet sans nom s'élevant à 2 342 m d'altitude le sépare du mont des Pierres-Blanches. Depuis la cime, se dirige vers l'est la crête séparant le vallon du torrent Pragnetta, descendant sur Rosazza, de celui du torrent Irogna, descendant à Piedicavallo.
Sur la carte IGM 1:25 000, le sommet indiqué par le nom pointe de Gragliasca possède une altitude de 2 328 m et se trouve à environ 600 m au sud-est du col, alors qu'il est depuis longtemps désigné comme le mont Gran Gabe dans les publications touristiques ainsi que dans la cartographie de la province de Bielle.

## Activités
La voie d'accès la plus simple au sommet parcourt le versant méridional depuis le col de Gragliasca, simple d'accès malgré un dénivelé important, par un beau chemin muletier du hameau de la Pillaz, sur la commune de Fontainemore, opposée à celle de Rosazza. Par l'arête principale de ligne de partage des eaux entre la vallée Cervo et la vallée du Lys transite la Haute Route n° 1.